# Szymon (Winogradow)
Szymon, imię świeckie Sergiusz Andriejewicz Winogradow (ur. 1876 we Włodzimierzu nad Klaźmą, zm. 24 lutego 1933 w Pekinie) – biskup Rosyjskiego Kościoła Prawosławnego.

## Życiorys
Urodził się w rodzinie kapłana prawosławnego, jednak w wieku czterech lat stracił matkę, zaś dwa lata później również ojca. Był wychowywany przez babkę. Po ukończeniu seminarium duchownego wstąpił do Kazańskiej Akademii Duchownej. Już jako student pierwszego roku, 7 maja 1899 zdecydował się na złożenie ślubów monastycznych przed rektorem Akademii metropolitą Antonim (Chrapowickim). W tym samym roku został hierodiakonem. W 1902 ukończył studia i natychmiast został włączony do składu rosyjskiej misji prawosławnej w Chinach. Uczestniczył w praktycznym wznowieniu jej działalności po zniszczeniach z okresu powstania bokserów. W uznaniu tych zasług 15 sierpnia 1907 otrzymał godność archimandryty. Udał się wówczas do Harbinu, gdzie opiekował się jednym z powołanych przez misję klasztorów. Po powrocie do Pekinu mianowany zastępcą zwierzchnika misji biskupa Innocentego (Figurowskiego).
Od 1922 biskup szanghajski. W Szanghaju, angażując się w organizację instytucji dobroczynnych kierowanych przez misję. Po śmierci metropolity Innocentego w 1931 objął po nim funkcję naczelnika misji, równocześnie otrzymując godność arcybiskupa. Zmarł 24 lutego 1933 w opinii świętości, którą zdobył sobie poprzez ascetyczne życie i talent kaznodziei. Pochowany w cerkwi św. Nowomęczenników Chińskich w Pekinie.